# Championnats du monde de tennis de table 1961
Navigation
Édition précédente Édition suivante
Les championnats du monde de tennis de table 1961, vingt-sixième édition des championnats du monde de tennis de table, ont lieu du 5 au 14 avril 1961 à Pékin, en République populaire de Chine.
Le titre en simple messieurs est remporté par Zhuang Zedong qui s'impose en finale contre son compatriote Li Furong (en). Le titre en simple dames revient à la chinoise Qiu Zhonghui, le double messieurs aux japonais Nobuya Hoshino (en) et Koji Kimura (en), en double dames aux roumaines Maria Alexandru et Georgita Pitica (en).